# Denton järnvägsstation

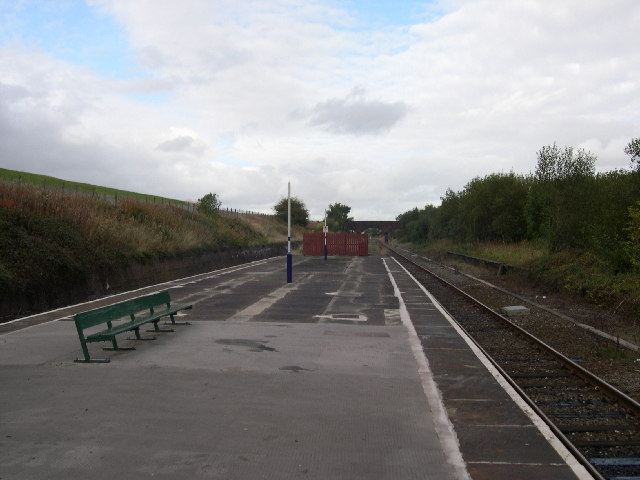
Stationen i oktober 2005

Denton järnvägsstation är en station i Denton, Greater Manchester som ligger på linjen mellan Stockport och Stalybridge. 
Stationen är känd för att vara mycket lågtrafikerad och var den minst använda järnvägsstationen i Storbritannien med 47 st resenärer år 2019. Endast två tåg stannar vid stationen, en gång i veckan på lördagsmorgnar. Tåget går från Stalybridge till Stockport via Denton och Reddish South och återvänder direkt därefter till Stalybridge samma väg.